# Promérops du Cap
Promerops cafer
Espèce
Statut de conservation UICN

 LC  : Préoccupation mineure
Le Promérops du Cap (Promerops cafer) est une espèce de passereau appartenant à la famille des Promeropidae.